# Constitution du Qatar
Lire en ligne

en ligne : texte original en arabe, traduction en anglais et en français

Constitution provisoire du 19 avril 1972 à la suite du renversement du cheikh Ahmad par son cousin, le cheikh Khalifa
La Constitution du Qatar a été adoptée le 29 avril 2003 ; elle est entrée en vigueur le 8 juin 2004. Elle définit le fonctionnement du régime monarchique héréditaire de l'Émirat. Elle précise la séparation des pouvoirs au sein de l’État (exécutif, législatif et judiciaire), les droits et les devoirs des citoyens et d'autres règles constitutionnelles. La source de droit est la Charia.

## Historique
Une première Constitution provisoire appelée Statut fondamental du Qatar avait été adoptée en avril 1972 par le cheikh Khalifa ben Hamad Al Thani, après le renversement de son cousin au pouvoir. Le premier est renversé à son tour par son fils, le cheikh Hamad. Celui-ci demande à un comité constitutionnel de rédiger un projet de Constitution permanente en juillet 2002, qui est approuvé par référendum populaire en avril 2003, et entre en vigueur le 8 juin 2004  .

## Pouvoir exécutif
Il est assuré par l'émir, dont la fonction est transmissible héréditairement aux descendants mâles de Hamad Bin Khalifa Bin Hamad Bin Abdullah Bin Jassim, branche de la famille Al Thani. L'émir désigne un gouvernement.

## Pouvoir législatif
Il revient au Conseil consultatif, composé de 45 membres. 30 de ces membres sont des élus, les 15 autres sont désignés par l'émir. La durée du mandat du Conseil est de 4 ans. Les lois qu'il vote doivent être sanctionnées et promulguées par l'émir pour être applicables. Celui-ci dispose d'un délai de 3 mois pour le faire, et a la possibilité de renvoyer au Conseil le texte de loi avec ses observations s'il ne l'approuve pas. Le Conseil peut être convoqué par l'émir en session extraordinaire ou dissous par lui ; les sessions peuvent être reportées d'un mois toujours par l'émir.

## Pouvoir judiciaire
Il est assuré par des tribunaux dont les catégories, les ressorts, les compétences et leurs pouvoirs sont définies par la loi.